# Печерський ландшафтний парк
Пече́рський парк — ландшафтний парк міста Києва. Загальна площа парку — 43,7 га.

## Історія
Створений у 1981 році як продовження смуги міських парків на схилах Дніпра під час будівництва меморіального комплексу Національного музею історії України у Другій світовій війні. При створенні парку схили між Києво-Печерською лаврою, новим музеєм та Набережним шосе впорядкували, проклали доріжки, влаштували майданчики для відпочинку, сходи. Заклали газони і квітники.

## Сучасний стан
В основі композиції — регулярне планування, утворене за принципом симетрії. У центральній частині парку наприкінці 1980-х років збудовано Співоче поле і каскад сходинок до Дніпровської набережної. З початку 1990-х це місце є традиційним для проведення виставок квітів, зокрема щорічної міської виставки квітів.
Зелені насадження представляють клен гостролистий, каштан кінський, береза бородавчата, хвойні, граб та декоративно-цінні породи чагарників.
Є частиною комплексної пам'ятки природи «Київські гори».

## Галерея

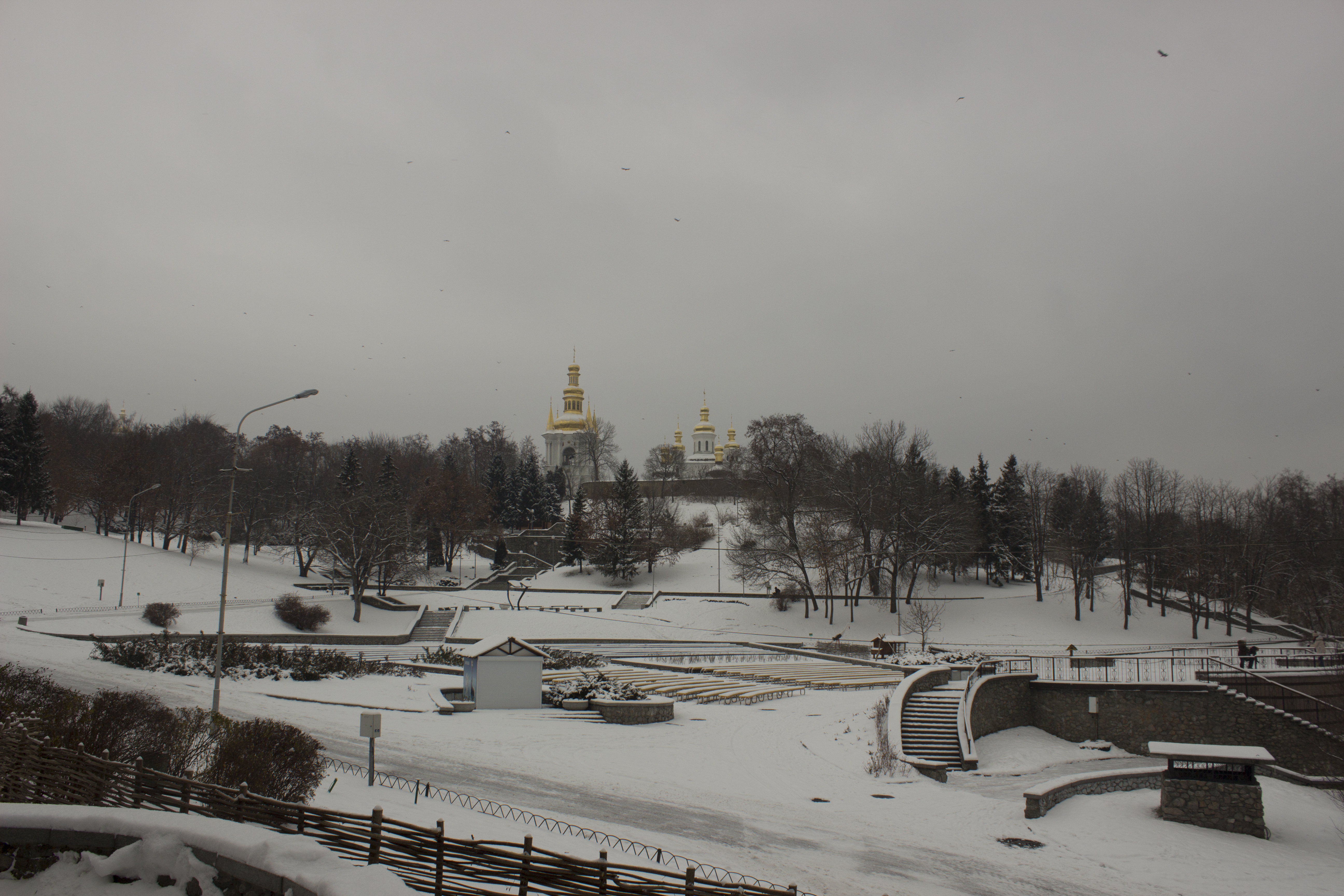
Співоче поле
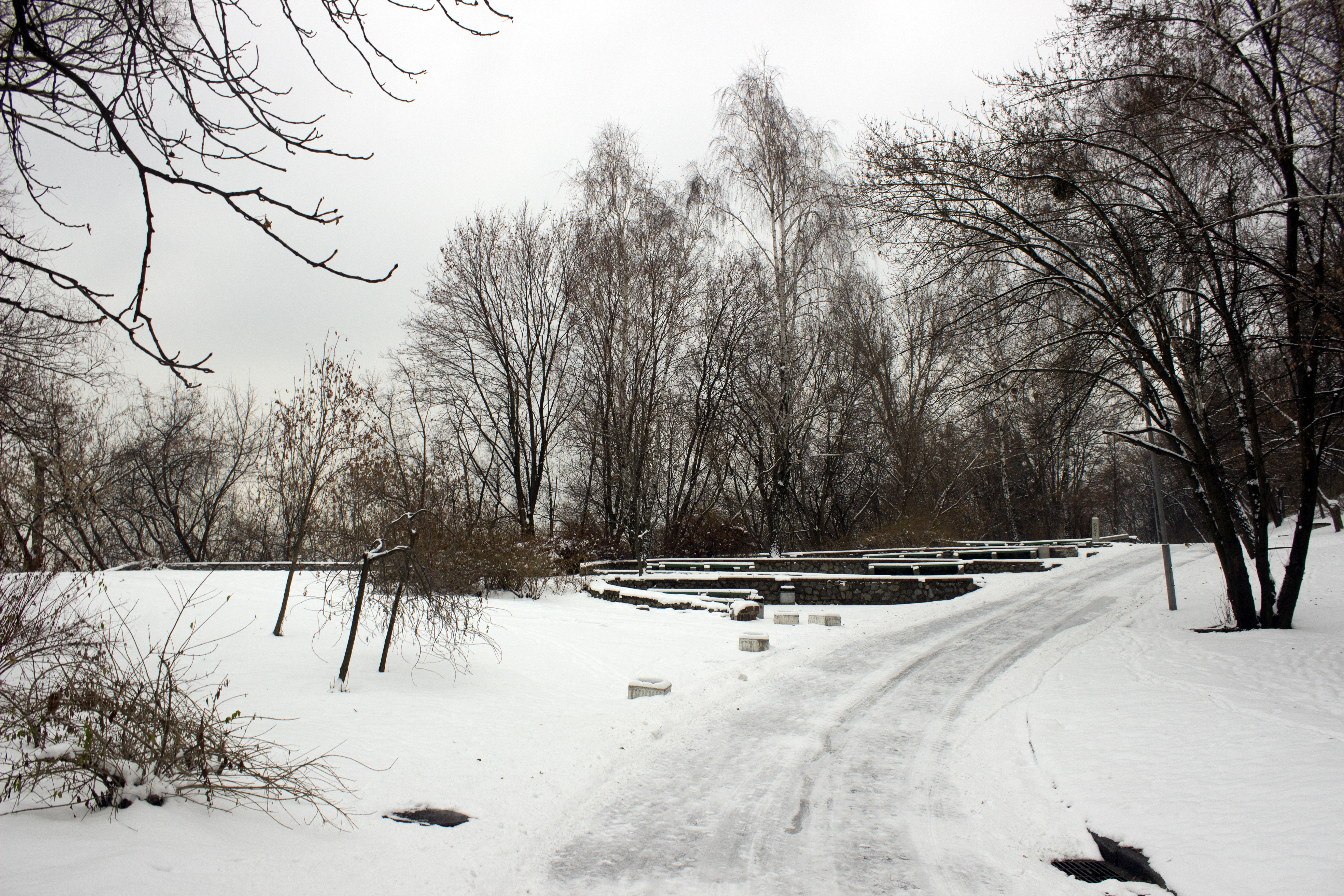
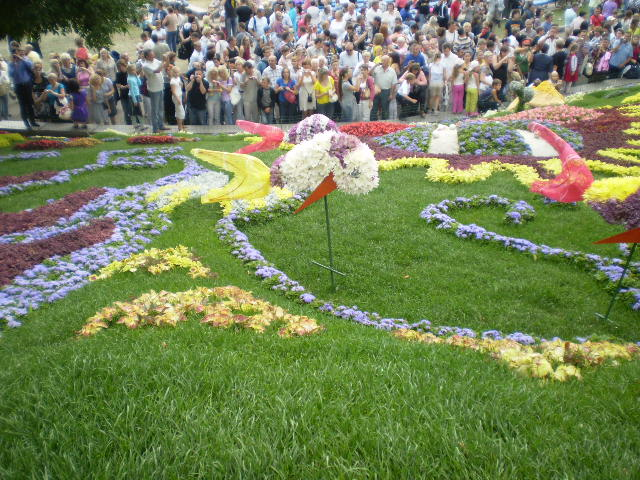
Виставка квітів
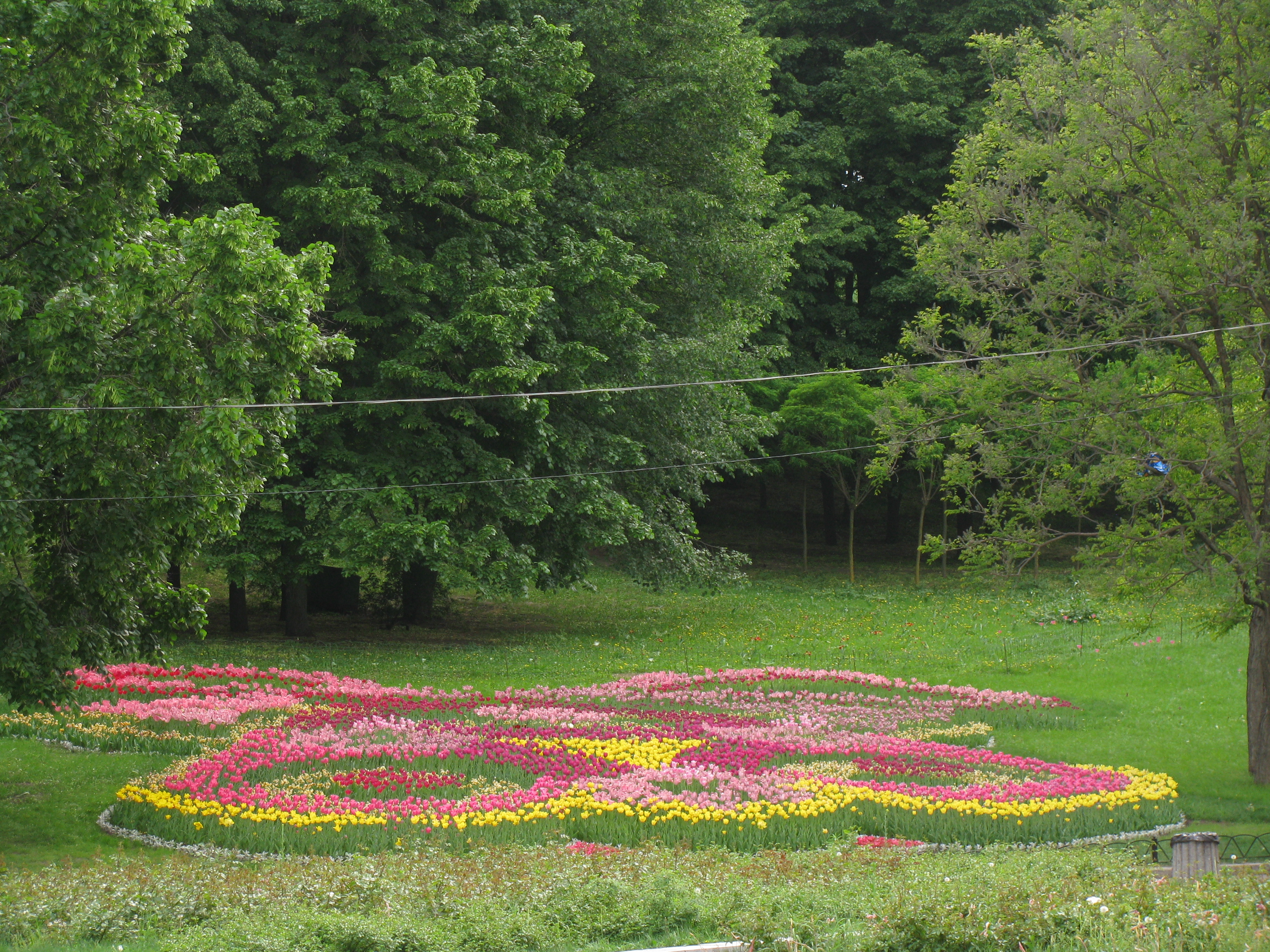
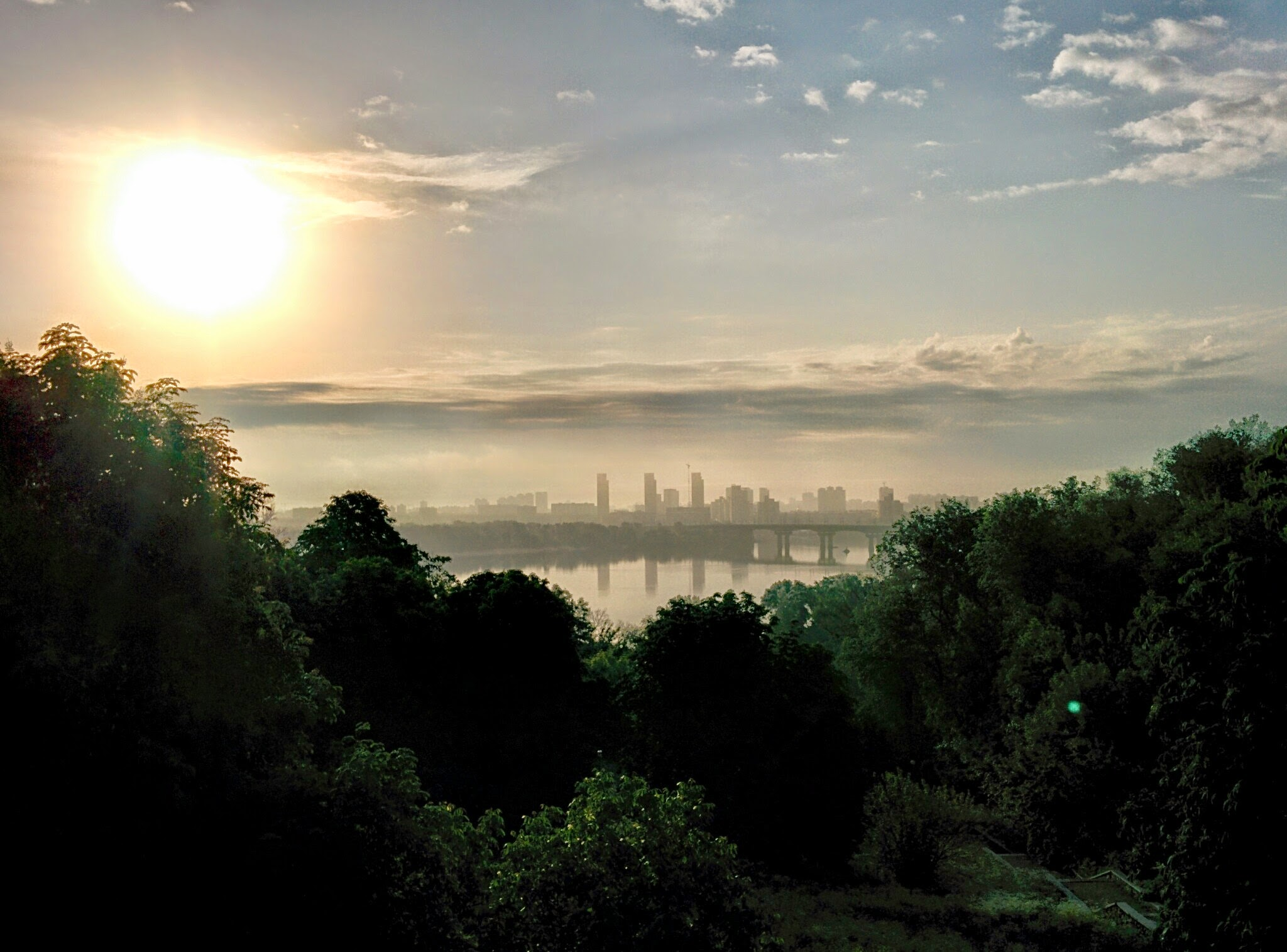